# دهه ۱۰۰ (پیش از میلاد)
دهه ۱۰۰ (پیش از میلاد) دهمین دهه قبل از مبدا شروع تقویم میلادی است.